# Sonate K. 499
La sonate K. 499 (F.443/L.193) en la majeur est une œuvre pour clavier du compositeur italien Domenico Scarlatti.

## Présentation
La sonate K. 499, en la majeur, notée Andante, est couplée avec la  suivante, de facture plus simple. Le chant, intense, est soutenu par un accompagnement en ostinato, alors que des guirlandes d'arpèges accentuent l'aspect dramatique. Dans la première section, la séquence harmonique se déroule de la tonique à la dominante ; dans la seconde, cas unique chez Scarlatti, il obtient un fort contraste en modulant vers l’ut majeur, puis le sol mineur, avant de retourner à la tonique de la majeur,.

## Manuscrits
Le manuscrit principal est le numéro 16 du volume XII (Ms. 9783) de Venise (1756), copié pour Maria Barbara ; les autres sont Parme XIV 16 (Ms. A. G. 31419), Münster I 34 (Sant Hs 3964) et Vienne C 29 (VII 28011 C).

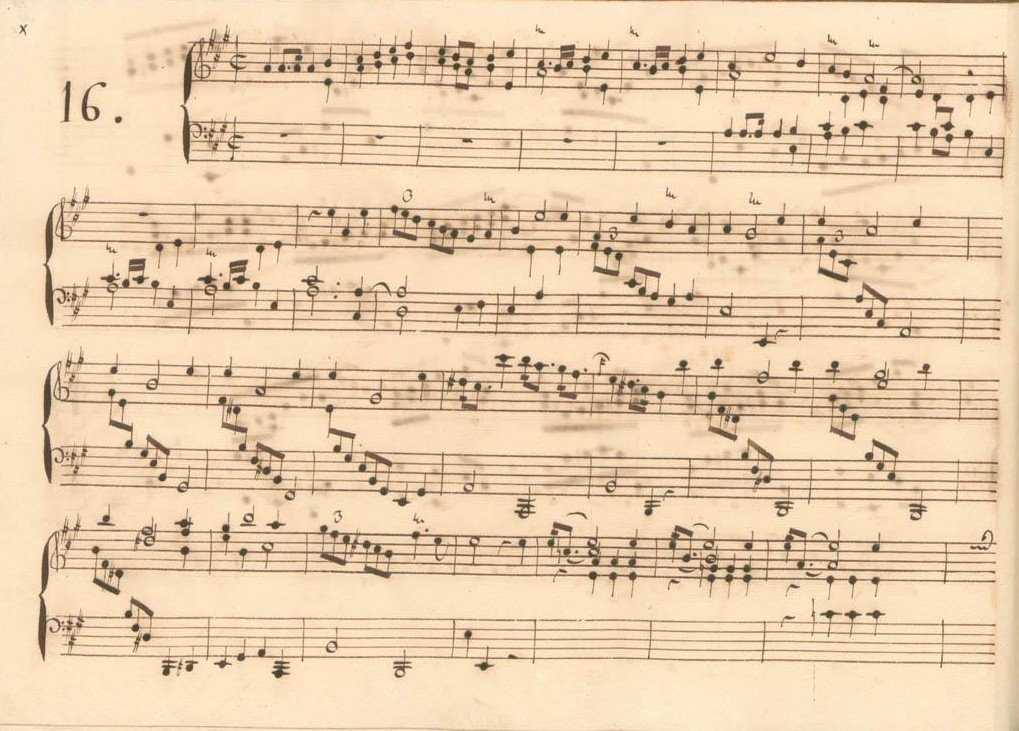
Parme XIV 16.
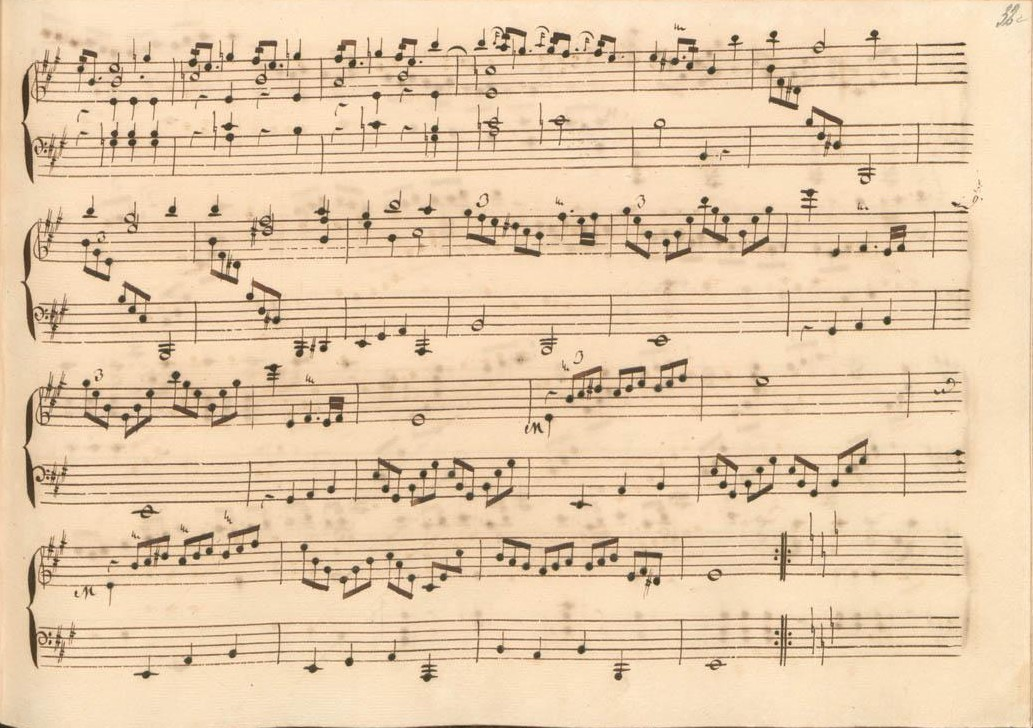
Parme XIV 16 (fin de la première section).
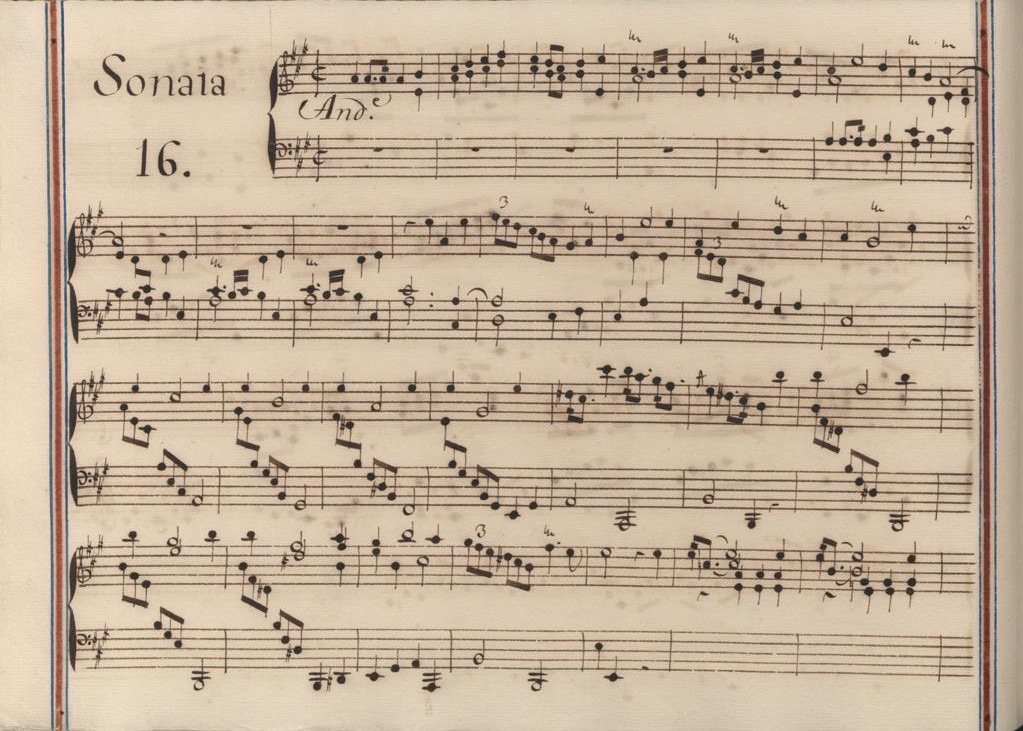
Venise XII 16.
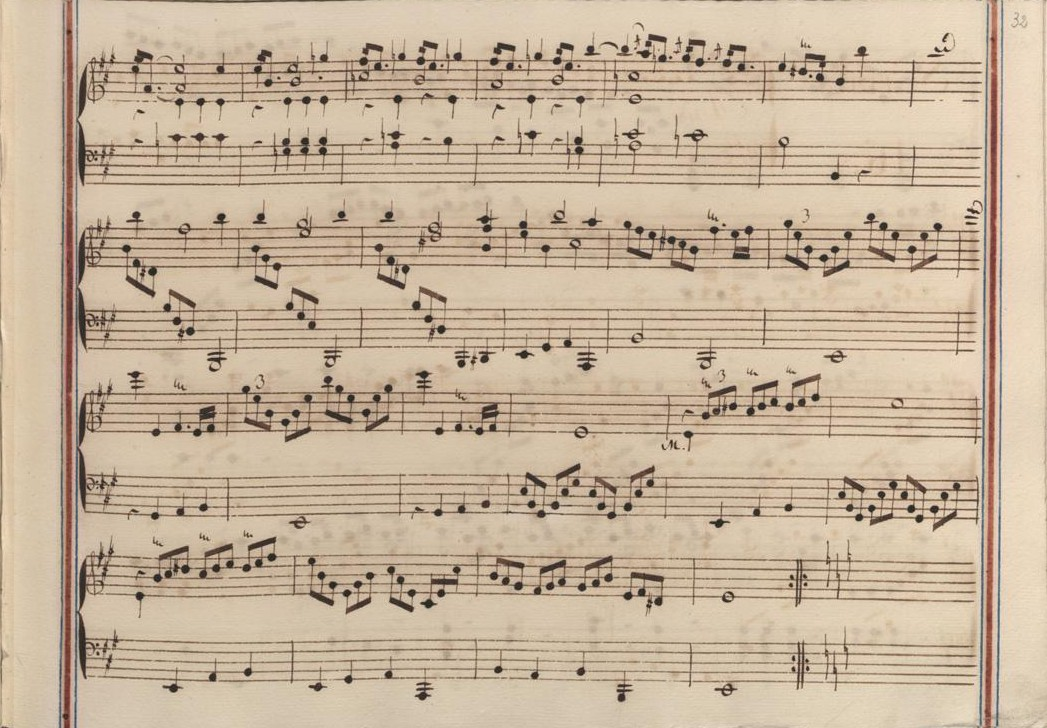
Venise XII 16 (fin de la première section).
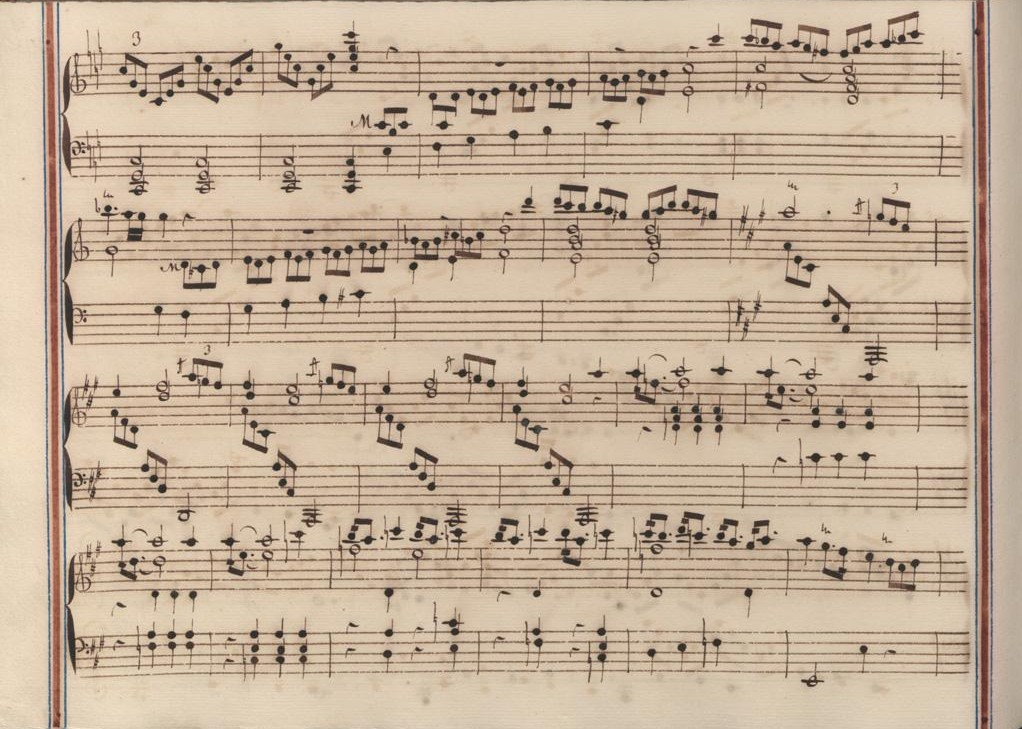
Venise XII 16 (début de la seconde section).
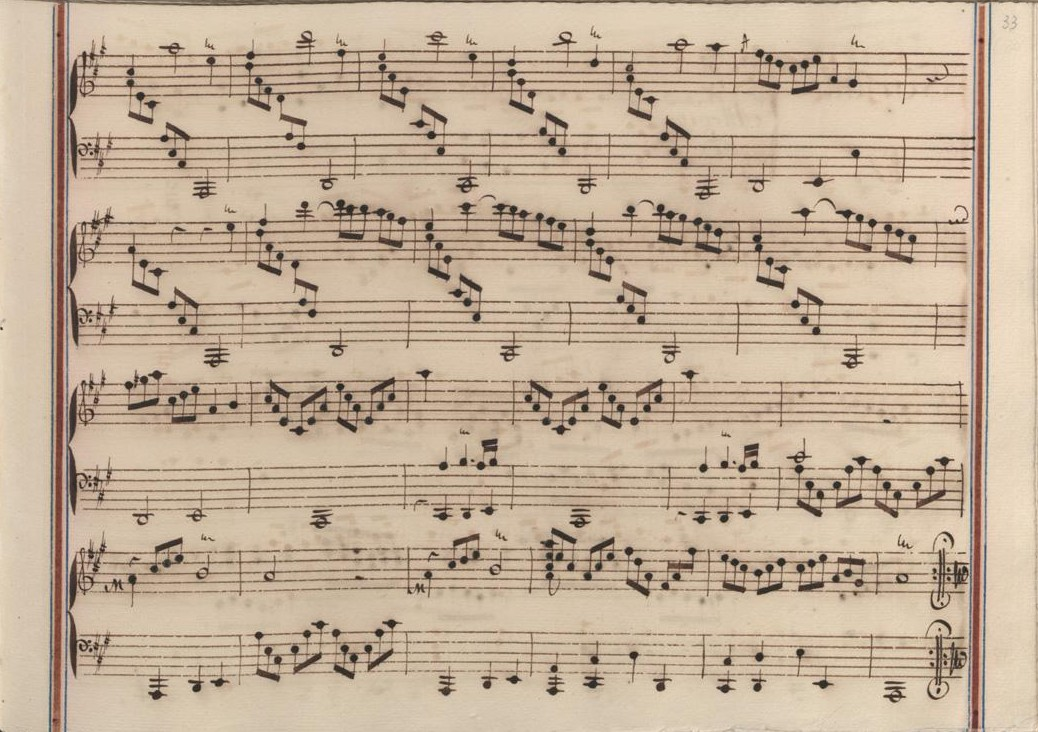
Venise XII 16 (fin de la sonate).

## Interprètes
La sonate K. 499 est défendue au piano notamment par Carlo Grante (2016, Music & Arts, vol. 5) et Goran Filipec (2017, Naxos, vol. 19) ; au clavecin par Scott Ross (1985, Erato), Richard Lester (2003, Nimbus, vol. 3) et Pieter-Jan Belder (Brilliant Classics, vol. 11).

## Sources
: document utilisé comme source pour la rédaction de cet article.
- Ralph Kirkpatrick (trad. de l'anglais par Dennis Collins), Domenico Scarlatti, Paris, Lattès, coll. « Musique et Musiciens », 1982 (1re éd. 1953 (en)), 493 p. (ISBN 978-2-7096-0118-4, OCLC 954954205, BNF 34689181).
- Alain de Chambure, « Domenico Scarlatti : Intégrale des sonates — Scott Ross », Erato (2564-62092-2), 1985 (OCLC 891183737) .
- (en) Carlo Grante, « Domenico Scarlatti, intégrale des sonates pour clavier (vol. 5) », Music & Arts (CD-1294), 2017 (OCLC 1079366528) .